# Onthophagus sticticus
Onthophagus sticticus är en skalbaggsart som beskrevs av Edgar von Harold 1867. Onthophagus sticticus ingår i släktet Onthophagus och familjen bladhorningar. Inga underarter finns listade i Catalogue of Life.